# Arzon (Fluss)
Der Arzon ist ein Fluss in Frankreich, der in der Region Auvergne-Rhône-Alpes verläuft. Er entspringt im Regionalen Naturpark Livradois-Forez, im Gemeindegebiet von Medeyrolles und entwässert generell Richtung Süd bis Südost durch die Landschaft Velay. Südlich von Chomelix bilden die tief eingeschnittenen Schluchten des Arzon (frz.: Gorges de l'Arzon) ein Natura 2000-Schutzgebiet. Der Fluss mündet nach rund 44 Kilometern in Vorey als linker Nebenfluss in den Oberlauf der Loire. 
Auf seinem Weg durchquert der Arzon die Départements Puy-de-Dôme und Haute-Loire.

## Orte am Fluss
- Craponne-sur-Arzon
- Beaune-sur-Arzon
- Chomelix
- Vorey